# Johan Wiland
Johan Kristoffer Wiland, noto anche come Johan Kristoffer Sellberg-Wiland a seguito di matrimonio avvenuto nel 2017, (Borås, 24 gennaio 1981), è un ex calciatore svedese, di ruolo portiere.

## Carriera

### Club

#### Gli inizi e l'Elfsborg
Nato a Borås, è cresciuto presso la vicina località di Viskafors. Da ragazzino ha giocato sia a hockey su ghiaccio che a calcio, scegliendo poi di dedicarsi a quest'ultimo.
All'età di 16 anni ha debuttato nella prima squadra del Rydboholms SK, piccolo club con sede proprio a Viskafors militante all'epoca nel settimo campionato nazionale. Qui è stato notato dagli osservatori dell'Elfsborg, la principale squadra della città di Borås che ha inserito Wiland nel proprio settore giovanile nel 1997.
Wiland ha esordito nella massima serie svedese il 4 maggio 2000 in occasione di Halmstad-Elfsborg, match terminato 1-0 per i padroni di casa (che quell'anno vinceranno il titolo) per effetto del rigore trasformato da Selakovic al 91' minuto. In quella stagione ha giocato 14 partite, alternandosi nel ruolo di portiere titolare con l'altro portiere Anders Bogsjö.
L'anno seguente si è definitivamente imposto nell'undici di partenza: nella stessa stagione ha vinto il suo primo trofeo (la Coppa di Svezia vinta ai rigori contro l'AIK) e ha debuttato in Coppa UEFA in campo europeo.
Anche se in quegli anni la squadra si è spesso posizionata nella seconda metà della classifica, il 1º novembre 2003 l'Elfsborg ha conquistato un'altra Coppa di Svezia battendo 2-0 l'Assyriska FF in finale.
Wiland ha dovuto saltare buona parte dell'Allsvenskan 2005 a causa di una frattura all'avambraccio rimediata a giugno in uno scontro di gioco con Peter Abelsson del Malmö FF, ma è rientrato l'anno successivo giocando tutte e 26 le partite che hanno laureato l'Elfsborg campione di Svezia, riuscendo inoltre a mantenere la propria porta inviolata in 12 occasioni.
Nel corso dell'Allsvenskan 2008 è rimasto imbattuto in 19 partite, eguagliando così il record che Jan Möller del Malmö FF aveva stabilito nel 1974. Questa statistica, così come i soli 18 gol subiti in 30 partite, non è comunque servita all'Elfsborg per vincere il campionato, dato che i gialloneri hanno chiuso al 2º posto.

#### Copenaghen
Nel luglio del 2008 è stato reso noto che, a partire dal 1º gennaio 2009, Wiland si sarebbe trasferito in Danimarca al Copenaghen. I media locali hanno quantificato la cifra pagata all'Elfsborg in 8 milioni di corone danesi – circa un milione di euro – mentre il giocatore ha firmato un contratto di cinque anni.
Inizialmente, nei suoi primi mesi danesi, Wiland è stato perlopiù una riserva di Jesper Christiansen, ma durante la stagione 2009-2010 si è imposto come titolare tanto da vincere nel novembre 2010 il premio di portiere svedese dell'anno (per la seconda volta in carriera dopo averlo già vinto nel 2008) e nel dicembre 2010 il premio per il miglior portiere del calcio danese, quest'ultimo vinto da lui anche nel 2011.
Nel frattempo, tra il 2009 e il 2013, a livello di squadra Wiland e il Copenaghen hanno vinto quattro titoli nazionali e tre Coppe di Danimarca. Durante la stagione 2012-2013, però, il giocatore ha riportato alcuni infortuni e il suo rendimento è diminuito, tanto che il tecnico Ståle Solbakken si è pubblicamente detto preoccupato per alcuni errori commessi da Wiland nonostante alcune buone prestazioni come per esempio quella nell'1-1 contro la Juventus in Champions League il 17 settembre 2013. Il portiere svedese è rimasto comunque titolare per tutta la stagione 2013-2014, poi in quella successiva ha perso il posto in favore di Stephan Andersen, rimanendo in panchina per tutto l'anno e vedendo il suo tempo di gioco limitato a un'apparizione in Coppa di Danimarca.

#### Malmö FF

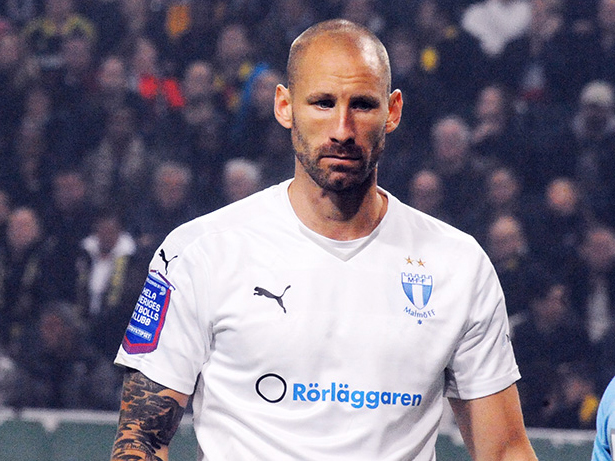
Wiland al Malmö FF nel 2015

Il 22 luglio 2015 è tornato a giocare in patria con l'acquisto da parte del Malmö FF, società che aveva appena ceduto il proprio portiere Robin Olsen. Wiland ha firmato un contratto di due anni e mezzo.
Il successivo 25 agosto ha mantenuto la porta inviolata nella vittoria per 2-0 sul Celtic che (a fronte della sconfitta per 3-2 dell'andata) ha riportato il Malmö alla fase a gironi di Champions League.
L'anno successivo la squadra azzurra ha vinto la Allsvenskan 2016, e Wiland è stato votato miglior portiere del campionato.
Nel frattempo, Wiland sentiva il desiderio di avvicinarsi a Stoccolma, città in cui spesso si recava quando poteva, poiché sia sua figlia Astrid (nata da una precedente relazione) che la sua nuova compagna risiedevano lì.
In vista dell'apertura della finestra estiva di calciomercato del 2017, il Malmö ha acquisito il portiere Johan Dahlin e Wiland ha potuto così lasciare il club.

#### Hammarby
Trasferitosi dunque a Stoccolma per motivi familiari, il 28 luglio 2017 Wiland è stato ufficializzato come nuovo portiere dell'Hammarby con un contratto di due anni e mezzo. Anche al termine dell'Allsvenskan 2017, come l'anno prima, è stato nominato miglior portiere del campionato.
Nell'ottobre del 2018 ha riportato un serio infortunio alla spalla che lo ha tenuto fuori causa nei mesi successivi e condizionato il suo utilizzo anche nel corso dell'Allsvenskan 2019, durante la quale è riuscito a disputare solo 7 partite, che si sono poi rivelate le sue ultime in carriera. Il 17 febbraio 2020, infatti, il trentanovenne in una conferenza stampa ha comunicato il ritiro dal calcio giocato a causa dei problemi fisici.

### Nazionale
Wiland è stato fra i 22 convocati svedesi per l'Europeo Under-21 del 2004, durante il quale ha giocato la partita della fase a gironi vinta 2-1 contro i pari età della Germania.
In nazionale maggiore ha debuttato il 18 gennaio 2007 in un'amichevole contro l'Ecuador. È stato convocato sia per gli Europei del 2008 che per quelli del 2012, ma in entrambe le competizioni non è mai sceso in campo.

## Statistiche

### Cronologia presenze e reti in nazionale
| Cronologia completa delle presenze e delle reti in nazionale ― Svezia | Cronologia completa delle presenze e delle reti in nazionale ― Svezia | Cronologia completa delle presenze e delle reti in nazionale ― Svezia | Cronologia completa delle presenze e delle reti in nazionale ― Svezia | Cronologia completa delle presenze e delle reti in nazionale ― Svezia | Cronologia completa delle presenze e delle reti in nazionale ― Svezia | Cronologia completa delle presenze e delle reti in nazionale ― Svezia | Cronologia completa delle presenze e delle reti in nazionale ― Svezia |
| Data                                                                  | Città                                                                 | In casa                                                               | Risultato                                                             | Ospiti                                                                | Competizione                                                          | Reti                                                                  | Note                                                                  |
| --------------------------------------------------------------------- | --------------------------------------------------------------------- | --------------------------------------------------------------------- | --------------------------------------------------------------------- | --------------------------------------------------------------------- | --------------------------------------------------------------------- | --------------------------------------------------------------------- | --------------------------------------------------------------------- |
| 18-1-2007                                                             | Cuenca                                                                | Ecuador                                                               | 2 – 1                                                                 | Svezia                                                                | Amichevole                                                            | -                                                                     | 46’                                                                   |
| 21-1-2007                                                             | Quito                                                                 | Ecuador                                                               | 1 – 1                                                                 | Svezia                                                                | Amichevole                                                            | -1                                                                    | 46’                                                                   |
| 13-1-2008                                                             | San Juan                                                              | Costa Rica                                                            | 0 – 1                                                                 | Svezia                                                                | Amichevole                                                            | -                                                                     |                                                                       |
| 3-9-2010                                                              | Solna                                                                 | Svezia                                                                | 2 – 0                                                                 | Ungheria                                                              | Qual. Euro 2012                                                       | -                                                                     | 46’                                                                   |
| 7-9-2010                                                              | Malmö                                                                 | Svezia                                                                | 6 – 0                                                                 | San Marino                                                            | Qual. Euro 2012                                                       | -                                                                     |                                                                       |
| 8-2-2011                                                              | Nicosia                                                               | Cipro                                                                 | 0 – 2                                                                 | Svezia                                                                | Torneo di Cipro 2011                                                  | -                                                                     | cap.                                                                  |
| 11-11-2011                                                            | Copenaghen                                                            | Danimarca                                                             | 2 – 0                                                                 | Svezia                                                                | Amichevole                                                            | -2                                                                    |                                                                       |
| 5-6-2012                                                              | Solna                                                                 | Svezia                                                                | 2 – 1                                                                 | Serbia                                                                | Amichevole                                                            | -                                                                     | 71’                                                                   |
| 15-10-2013                                                            | Solna                                                                 | Svezia                                                                | 3 – 5                                                                 | Germania                                                              | Qual. Mondiali 2014                                                   | -5                                                                    |                                                                       |
| Totale                                                                |                                                                       | Presenze                                                              | 9                                                                     |                                                                       | Reti                                                                  | -8                                                                    |                                                                       |

## Palmarès

### Club

#### Competizioni nazionali
- Campionato svedese: 3

Elfsborg: 2006
Malmö: 2016, 2017
- Coppa di Svezia: 2

Elfsborg: 2001, 2003
- Supercoppa di Svezia: 1

Elfsborg: 2007
- Campionato danese: 4

Copenaghen: 2008-2009, 2009-2010, 2010-2011, 2012-2013
- Coppe di Danimarca: 3

Copenaghen: 2008-2009, 2011-2012, 2014-2015